# 木村朱里
木村 朱里（きむら じゅり、2008年7月11日 - ）は、日本将棋連盟所属の女流棋士。女流棋士番号は79。滋賀県高島市出身。小林健二九段門下。光泉カトリック高等学校在学中。将棋棋士・将棋女流棋士としては初の滋賀県出身者である。

## 棋歴

### 女流棋士になるまで
兄が将棋を指しているのを見て興味を持ち将棋を始めた。
2019年、小学5年生の年に第13回小学生女子将棋名人戦の全国大会で準優勝を果たした。
2020年の小学6年生の年も第14回小学生女子将棋名人戦の全国大会に出場し3位となった。
2021年、中学1年生にして、第42回全国中学生選抜将棋選手権大会女子の部で優勝を果たした。11月3日には、同年齢である鎌田美礼らと「飛翔」というチームを組み、LPSA主催の女性アマチュア大会「アパガード杯・第15回女子アマ将棋団体戦」に出場して優勝した。第13回中学生女子将棋名人戦は、準決勝で2歳上の飛翔のメンバーに敗れ3位となった。
2022年4月24日、関西研修会の例会で8連勝を達成しB2クラスに昇級、女流棋士（女流2級）になる資格を得る。

### 女流棋士として
5月に女流棋士資格申請書が受理され、2022年6月1日付で関西所属の女流棋士となった。
1年目の女流王将戦で本戦進出し、2023年1月26日付で女流1級に昇級。
2年目の2023年度の成績で勝ち越し（8勝以上）、昇段規定を満たして女流初段に昇段。

## 棋風
- 得意戦法は四間飛車[1]。

## 人物
- 趣味は読書、音楽鑑賞[1]。

## 昇段・昇級履歴
研修会
- 0000年00月00日 - 関西研修会 入会[要出典]
- 2019年12月00日 - D2クラス在籍 [14]
- 2020年07月00日 - D1クラス昇級 [15]
- 2021年01月00日 - C2クラス昇級 [15]
- 2021年09月00日 - C1クラス昇級 [16]
- 2022年04月24日 - B2クラス昇級（女流2級資格） [10]

女流棋士
- 2022年06月01日 - 女流2級[1]
- 2023年01月26日 - 女流1級（女流王将戦本戦入り）[12]
- 2024年04月01日 - 女流初段（年度成績指し分け以上・8勝以上／2023年度18勝12敗、女流通算33勝17敗）[13][17][18]

## 主な成績

### 女流棋戦別成績
| 女流タイトル戦          |                                                                                                  |
| - 白玲戦・女流順位戦    | - 0第5期 D級12位 ／ 過去最高順位：D級4位（4勝4敗、第4期）、過去最高成績 6勝2敗（D級30位、第3期） |
| - 清麗戦                | - 0第7期 予選敗退・2勝（1勝、再挑戦1勝） ／ 過去最高：予選5勝（0勝・再挑戦5勝、第5期）           |
| - マイナビ女子オープン0 | - 第18期 予選敗退（0勝、予備予選1勝） ／ 過去最高：予選（0勝、第17期・第18期）                   |
| - 女流王座戦            | - 第15期 一次予選敗退（0勝） ／ 過去最高：一次予選（1勝、第13期）                                |
| - 女流名人戦            | - 第52期 予選敗退（1勝） ／ 過去最高：予選（3勝、第50期）                                        |
| - 女流王位戦            | - 第36期 予選敗退（0勝） ／ 過去最高：予選（1勝、第34期・第35期）                                |
| - 女流王将戦            | - 第47期 予選敗退（2勝） ／ 過去最高：本戦（0勝、第45期）                                        |
| - 倉敷藤花戦            | - 第33期 2回戦敗退（0勝） ／ 過去最高：準々決勝（4勝、第31期）                                   |

| 女流一般棋戦              |                                    |
| - YAMADA女流チャレンジ杯0 | - 過去最高：0勝（第8回、棋戦終了） |

### 在籍クラス
| 2023 | 3 |  |  |  |  | D30 | 6-2 |
| 2024 | 4 |  |  |  |  | D04 | 4-4 |
| 2025 | 5 |  |  |  |  | D12 |     |
| 女流順位戦の 枠表記 は挑戦者。右欄の数字は勝-敗(番勝負/PO含まず)。 順位戦の右数字はクラス内順位 ( x当期降級点 / *累積降級点 / +降級点消去 ) |   |  |  |  |  |     |     |

### 年度別成績
| 年度         | 対局数 | 勝数 | 負数 | 勝率   | (出典) | 女流通算成績 | 女流通算成績 | 女流通算成績 | 女流通算成績 | 女流通算成績 |
| ------------ | ------ | ---- | ---- | ------ | ------ | ------------ | ------------ | ------------ | ------------ | ------------ |
| 2022年度     | 20     | 15   | 5    | 0.7500 | [ 19 ] | 対局数       | 勝数         | 負数         | 勝率         | (出典)       |
| 2023年度     | 30     | 18   | 12   | 0.6000 | [ 17 ] | 50           | 33           | 17           | 0.6600       | [ 18 ]       |
| 2024年度     | 22     | 10   | 12   | 0.4545 | [ 20 ] | 72           | 43           | 29           | 0.5972       | [ 21 ]       |
| 通算         | 72     | 43   | 29   | 0.5972 | [ 21 ] |              |              |              |              |              |
| 2024年度まで |        |      |      |        |        |              |              |              |              |              |